# Чернышевка (Бакчарский район)
Чернышевка — село в Бакчарском районе Томской области, Россия. Входит в состав Бакчарского сельского поселения.

## География
Село расположено между рекой Галка и трассой Р399. Расстояние до райцентра по прямой — 3 км, по дороге — 8 км.

## Население
| 2002 | 2010 | 2012 | 2013 | 2014 | 2015 | 2021 |
| ---- | ---- | ---- | ---- | ---- | ---- | ---- |
| 421  | ↘397 | ↘377 | ↘373 | ↘360 | ↗363 | ↘208 |

## Социальная сфера и экономика
В деревне работают средняя общеобразовательная школа, библиотека и фельдшерско-акушерский пункт.
Действуют несколько частных предпринимателей, работающих в сфере сельского хозяйства (в том числе, ТОО «Чернышевское») и розничной торговли.